# Jamahiriya el-Mukhabarat
Jamahiriya el-Mukhabarat (Inteligencia de la Jamahiriya), fue el servicio de inteligencia de la Gran Yamahiriya Árabe Libia Popular Socialista, bajo el mando del coronel Muammar al-Gaddafi.
Hasta el estallido de la guerra de Libia de 2011, el Jamahiriya el-Mukhabarat supuestamente mantenía a la sociedad libia bajo vigilancia, incluso para la prevención de manifestaciones abiertas contra el gobierno del coronel libio Muammar al-Gaddafi, y llevó a cabo el asesinato y espionaje en contra de los disidentes libios en el extranjero[cita requerida] y también se ha infiltrado en el ejército y oposición libia para abortar intentos de golpes de estado militares contra el gobierno de Gadafi.[cita requerida]